# Aplec dels Ports

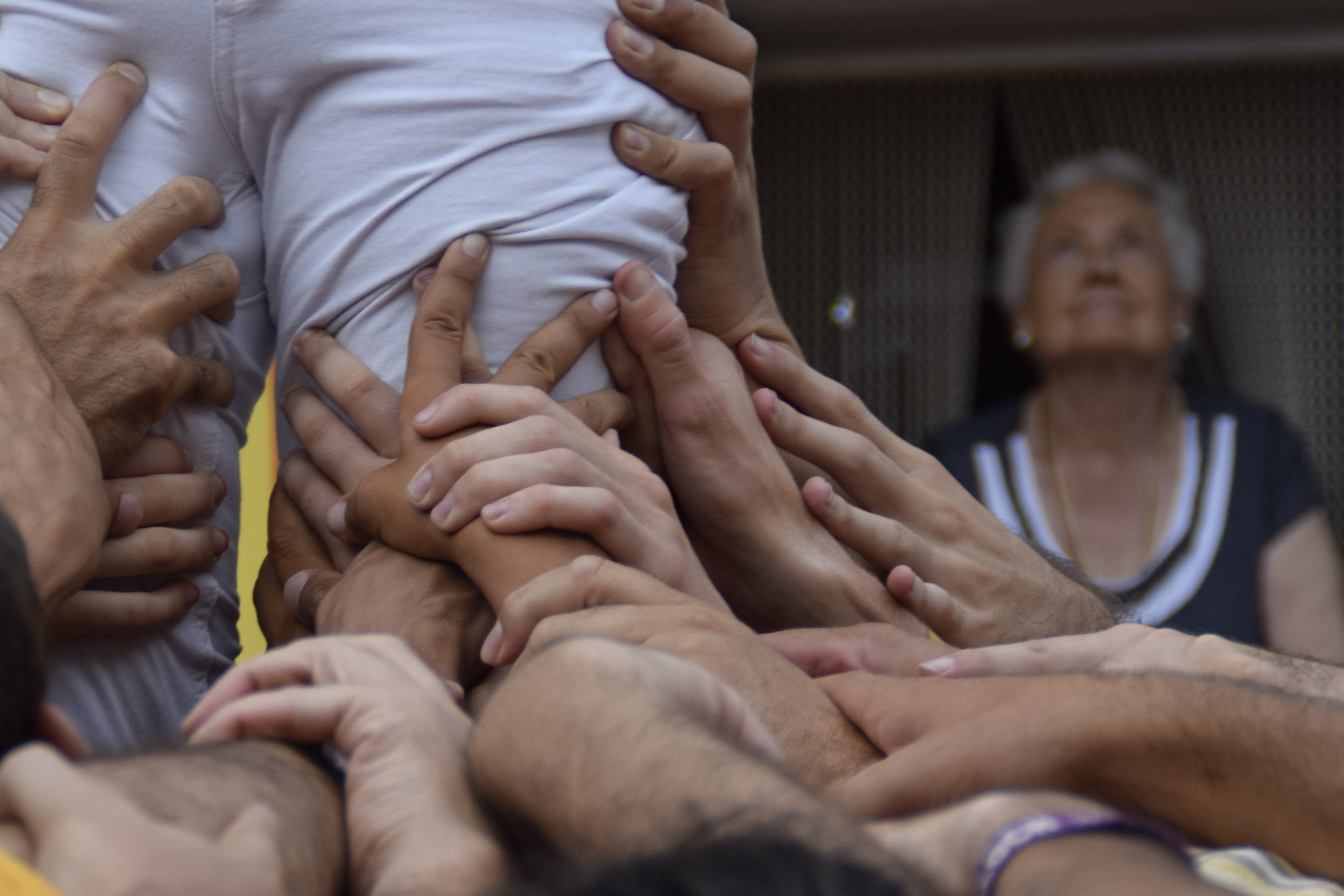
La Conlloga Muixeranga de Castelló fa pinya al XXXVII Aplec dels Ports celebrat a Cinctorres l'any 2015.

L'Aplec dels Ports és una jornada de celebració i reivindicació que se celebra anualment als pobles de la comarca històrica dels Ports. Se va celebrar per primera vegada a Todolella l'any 1978 i des de llavors s'ha repetit anualment, amb l'excepció dels anys 2006 i 2020.
L'Aplec recull anualment diversos milers de persones i compagina tant activitats lúdiques com concerts o teatres, com altres més reivindicatives centrades en la defensa de la llengua i cultura del país així com en la reclamació de millores en les infraestructures, com la sanitat o les carreteres, per als pobles de la comarca. És habitual entre les edicions de l'Aplec que cadascuna tinga un lema que destaque el caire reivindicatiu. Alguns exemples en són "A tots els Ports, carreteres sense clots" (La Mata, any 2000), "Fem que la comarca alce el vol" (Portell de Morella, any 2004) o "Una comarca unida, una comarca viva" (La Mata, any 2009).

## Història
L'organització de l'Aplec recau cada any en un poble, de forma rotativa. Així, la relació d'edicions passades és:
| - 1978, Todolella - 1979, Cinctorres - 1980, Villores - 1981, La Mata - 1982, Vilafranca - 1983, Herbers - 1984, Forcall - 1985, Morella - 1986, Sorita - 1987, Todolella | - 1988, Cinctorres - 1989, Villores - 1990, La Mata - 1991, Vilafranca - 1992, Herbers - 1993, Forcall - 1994, Portell de Morella - 1995, Morella - 1996, Sorita - 1997, Todolella | - 1998, Cinctorres - 1999, Villores - 2000, La Mata - 2001, Vilafranca - 2002, Herbers - 2003, Forcall - 2004, Portell de Morella - 2005, Morella - 2006, no es va celebrar - 2007, Cinctorres | - 2008, Villores - 2009, La Mata - 2010, Vilafranca - 2011, Herbers - 2012, Forcall - 2013, Morella - 2014, Sorita - 2015, Cinctorres - 2016, Villores - 2017, La Mata | - 2018, Vilafranca - 2019, Herbers - 2020, no es va celebrar (COVID-19) - 2021, Forcall - 2022, Portell de Morella - 2023, Morella - 2024, Sorita i Palanques - 2025. Cinctorres - 2026, Villores |